# 江畑丈夫
江畑 丈夫（えばた じょうぶ、1995年7月24日 - ）は、東京都世田谷区出身の、日本の柔道選手である。階級は90 kg級。身長180 cm。血液型はO型。組み手は右組み。得意技は大外刈。

## 経歴
柔道は8歳の時に吉田道場で始めた。小学生の時はこれといった実績を残せなかったが、 国士舘中学に進学した。中学2年の時には近代柔道杯団体戦で優勝した。3年の時には全国中学校柔道大会の個人戦90kg級をオール一本勝ちで優勝すると、団体戦でも田崎健祐や磯田範仁などとともに活躍して優勝を飾り2冠を達成した。さらにマルちゃん杯団体戦でも優勝して、中学団体3冠(近代柔道杯、全国中学校柔道大会、マルちゃん杯)を達成した。
国士舘高校に進むと、1年の時には全日本カデで優勝して世界カデ代表に選出された。世界カデでは準決勝のグルジア選手との試合で優勢に試合を進めながら不可解な判定負けを喫して3位にとどまった。2年の時には全国高校選手権の個人戦決勝で東海大学浦安高校2年の前田宗哉に判定で敗れて2位だった。団体戦では決勝で東海大学浦安高校と対戦すると、エースの田崎が大将戦でウルフ・アロンに合技で敗れて2位に終わった。3年の時には金鷲旗 で3位、インターハイの個人戦では準々決勝で前田に判定で敗れて5位、団体戦では3位だった。
2014年には国士舘大学へ進学すると、1年の時には体重別団体で3位となった。2年の時には優勝大会で3位、体重別団体は決勝で東海大学と対戦して後のリオデジャネイロオリンピック金メダリストベイカー茉秋と引き分けるもチームは敗れて2位だったが、学生体重別では優勝を飾った。講道館杯でも3位に入った。3年の時には東アジア選手権の個人戦と団体戦で優勝を飾った。優勝大会と学生体重別で3位だったが、体重別団体決勝の東海大学戦では1－2でリードされた大将戦において高校時代からのライバルである前田宗哉と対戦すると、終了8秒ほど前に相手の片襟による反則勝ちを収める劇的な勝利を掴んで、チームの9年ぶりの優勝に貢献することとなった。4年の時は体重別で3位になった。体重別団体では決勝の東海大学戦で一本勝ちするも、チームは敗れて2連覇ならなかった。
2018年からはパーク24の所属になると、階級を81㎏級に下げた。2021年12月には実業個人選手権で3位になった。

## 戦績
- 2010年 -　近代柔道杯　優勝
- 2010年 -　全国中学校柔道大会　個人戦　優勝　団体戦　優勝
- 2010年 -　マルちゃん杯　優勝

90㎏級での戦績
- 2011年 -　全日本カデ　優勝
- 2011年 -　世界カデ　3位
- 2012年 -　全国高校選手権　団体戦　5位
- 2012年 -　金鷲旗 5位
- 2012年 -　インターハイ　5位
- 2012年 -　全日本ジュニア　2位
- 2013年 -　全国高校選手権　個人戦　2位　団体戦　2位
- 2013年 -　金鷲旗 3位
- 2013年 -　インターハイ　個人戦　5位　団体戦　3位
- 2014年　- 体重別団体　3位
- 2015年 -　優勝大会　3位
- 2015年　- 学生体重別　優勝
- 2015年　- 体重別団体　3位
- 2015年　- 講道館杯　3位
- 2016年 -　優勝大会　2位
- 2016年　- 東アジア選手権　個人戦　優勝　団体戦　優勝
- 2016年　- 学生体重別　3位
- 2016年　- 体重別団体　優勝
- 2017年 -　体重別　3位
- 2017年　- 体重別団体　2位

81㎏級での戦績
- 2019年 -　実業個人選手権　3位
- 2020年 -　講道館杯　5位
- 2021年 - 実業個人選手権　3位

(出典、JudoInside.com)。